# Paysage audiovisuel
 (avril 2023).
Si vous disposez d'ouvrages ou d'articles de référence ou si vous connaissez des sites web de qualité traitant du thème abordé ici, merci de compléter l'article en donnant les références utiles à sa vérifiabilité et en les liant à la section « Notes et références ».
Le paysage audiovisuel désigne l'ensemble des programmes proposés par les chaînes de télévision et de radio d'un pays. Plus largement, le terme désigne la diversité qualitative ou l'aspect général des programmes proposés. Le paysage audiovisuel peut être riche et diversifié ou bien pauvre et uniforme. Il peut être limité ou étendu.
Un paysage audiovisuel se parcourt en changeant de chaîne. Pour la télévision, cette action est désignée par le verbe « zapper ».